# Symplocos serrulata
Symplocos serrulata là một loài thực vật có hoa trong họ Dung. Loài này được Bonpl. miêu tả khoa học đầu tiên năm 1808.